# صاب
صَّاب (الاسم العلمي: Euphorbia fractiflexa)، نوع نباتات مُزهرة من فصيلة الفربيونية. موطنه الأصلي هو شبه الجزيرة العربية. وهي شجيرة عصارية تنمو بشكل رئيسي في المناطق الصحراوية أو المناطق الشجرية الجافة.